# Eamonn Walker
Pour les articles homonymes, voir Walker.
Eamonn Walker, né le 12 juin 1962 à Londres (Angleterre, Royaume-Uni), est un acteur britannique.

## Biographie et carrière
De parents originaires de Grenade, Eamonn Walker commence sa carrière en tant que danseur mais une opération de la jambe l'oblige à arrêter. Il se tourne alors vers sa deuxième passion : la carrière d'acteur.
Son rôle le plus connu reste celui de Kareem Said dans la série télévisée Oz, grâce auquel il put gagner un CableACE Award. Mais il est également connu pour avoir interprété Winston, un homosexuel noir, dans le sitcom In Sickness And In Health, qui fut la suite de Till Death Us Do Part ; mais aussi pour avoir interprété John Othello dans une production télévisée adaptée de l'œuvre de William Shakespeare, Othello ou le Maure de Venise. Il fit par ailleurs une apparition dans la série The Bill. Plus récemment, il joua dans la série Justice jusqu'à son arrêt. En 2007, il joua Othello au théâtre du Globe, à Londres.
De 2012 à 2024, il joue le rôle de chef des pompiers dans la série américaine Chicago Fire. Le 22 mai 2024, il est annoncé qu'il quitte la série à la fin de la douzième saison.

## Filmographie

### Cinéma
- 1991 : Young Soul Rebels
- 1994 : Shopping
- 2000 : Once in the Life
- 2000 : Incassable (Unbreakable)
- 2003 : Les Larmes du soleil (Tears of the Sun)
- 2005 : Duma
- 2006 : Lord of War
- 2008 : Cadillac Records
- 2009 : Blood and Bone
- 2011 : The Company Men de John Wells

### Télévision
- 1985 : In Sickness and in Health
- 1985 : Mission casse-cou (Dempsey & Makepeace)
- 1986 : Dramarama
- 1987 : Bulman
- 1988 : Bizarre, bizarre (Tales of the Unexpected)
- 1991 : Bergerac
- 1992 : Love Hurts
- 1993 : Birds of a Feather (série télévisée)
- 1993 : One Foot in the Grave
- 1995 : The Detectives
- 1995 : Goodnight Sweetheart
- 1995 : The Governor
- 1997 - 2003 : Oz
- 1997 : Supply & Demand
- 1998 : Supply & Demand
- 2000 : Homicide: The Movie (en)
- 2001 : Othello
- 2002 : Whitewash: The Clarence Brandley Story
- 2004 : The Jury
- 2004 : Rose and Maloney
- 2005 : Hate
- 2006 : Urgences
- 2009 : Kings
- 2012 :  Strike Back
- 2012 : Chicago Fire : Chef Wallace Boden
- 2013 : Copper saison 2

### Rôles récurrents
- 1988 - 1989 : The Bill
- 1997 - 2003 : Oz (Kareem Said)
- 2006 : Justice
- 2011 : Lights Out (Ed Romeo)
- 2012-2024 : Chicago Fire : Chef Wallace Boden (252 épisodes)

## Distinctions

### Récompenses
- 1997 CableACE Awards (CableACE, Acteur de feuilleton dramatique) avec Oz

### Nominations
- 2000 Satellite Awards (Golden Satellite Award, Best Performance by an Actor in a Series, Drama) avec Oz

## Voix françaises
En France, Antoine Tomé et Thierry Desroses sont les voix françaises les plus régulières d'Eamonn Walker.

### En France
| - Thierry Desroses dans : - Lord of War - Kings (série télévisée) - The Company Men - Chicago Fire (série télévisée) - Chicago Police Department (série télévisée) - Chicago Med (série télévisée) - Chicago Justice (série télévisée) | - Antoine Tomé dans : - Oz (série télévisée) - Urgences (série télévisée) - Duma - Justice (série télévisée) - Cadillac Records - Strike Back (série télévisée) Et aussi - Lionel Henry dans Blood and Bone - Gilles Morvan dans Lights Out (en) (série télévisée) - Daniel Lobé dans The Whole Truth |